# Modello di Wernicke-Geschwind

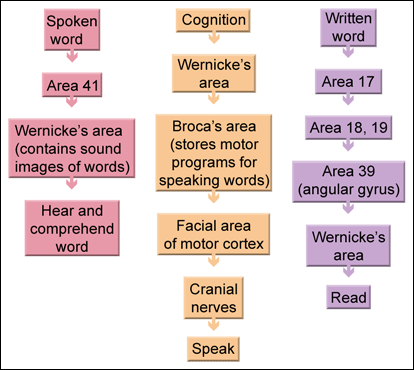
Schema classico del modello Wernicke-Geschwind

Carl Wernicke creò un modello neurologico primario del linguaggio, che in seguito fu rivisto da Norman Geschwind, conosciuto come il Modello di Wernicke–Geschwind.

## Descrizione
1. Per l'ascolto e la comprensione di parole pronunciate, i suoni delle parole vengono inviati attraverso il sistema uditivo all'Area di Brodmann 41, ovvero alla corteccia uditiva primaria. Da qui, il segnale continua fino all'area di Wernicke, dove viene estratto il significato delle parole.
2. Per la pronuncia delle parole, i significati di esse vengono inviati dall'area di Wernicke attraverso il fascicolo arcuato all'area di Broca, dove i morfemi vengono assemblati. Il modello propone che l'area di Broca mantenga una rappresentazione per le parole da articolare. Le istruzioni per il linguaggio vengono inviate dall'area di Broca all'area facciale della corteccia motoria, e da qui le istruzioni vengono inviate ai motoneuroni facciali nel tronco encefalico, che rilascia gli ordini di movimento ai muscoli facciali.
3. Per la lettura delle parole, le informazioni riguardanti il testo scritto vengono mandate dalle aree visive 17, 18, e 19 al giro angolato (area 39) e da qui all'area di Wernicke, per la lettura silenziosa o, insieme all'area di Broca, per la lettura ad alta voce.

## Superamento del modello
Questo modello è oggigiorno obsoleto. Nondimeno è stato molto utile nella ricerca e nell'organizzazione di risultati di ricerca, in quanto basato sull'idea che il linguaggio consista di due funzioni basilari: comprensione, che è una funzione sensoriale/percettiva, e articolazione, che è una funzione motoria. 
Comunque, l'organizzazione neurale del linguaggio è più complessa di quanto il modello del linguaggio di Wernicke-Geschwind suggerisca. La localizzazione del linguaggio nell'area di Broca è uno dei punti più deboli di questo modello.